# نائیرا پطروسیان
نائیرا پتروسیان (ارمنی: Նաիրա Պետրոսյան؛  ۲۵ فوریهٔ ۱۹۷۴) یک بازیگر، کارگردان، شعبده‌باز و هنرمند سیرک اهل ارمنستان است. وی بین سال‌های - تا - میلادی فعالیت می‌کرد.

## زندگی
وی در ۲۵ فوریه ۱۹۷۴ در ایروان به دنیا آمد و از انستیتو دولتی هنری و نمایشی ایروان فارغ‌التحصیل شد. وی دختر سس پطروسیان می‌باشد 